# Chiryu
Chiryu (Japans: 知立市, Chiryū-shi) is een stad in de Japanse prefectuur Aichi. De oppervlakte van deze stad is 16,34 km² en eind 2009 had de stad ruim 68.000 inwoners.

## Geschiedenis
In de Edoperiode was Chiryu een halteplaats aan de Tokaido(東海道).
Chiryu werd op 1 december 1970 een stad (shi).

## Verkeer
Chiryu ligt aan de Nagoya-hoofdlijn en Mikawa-lijn van Meitetsu (Nagoya Spoorwegmaatschappij/名古屋鉄道/名鉄).
Chiryu ligt aan de nationale autotowegen 1, 23, 155 en 419.

## Bezienswaardigheden
- Chiryu-jinja met een pagode van twee verdiepingen uit de 16e eeuw is de basis voor de naam van de stad. In dit heiligdom worden een aantal kunstschatten zoals no-maskers en een leeuwenmasker bewaard. De reconstructie ligt naast de iristuin in het Chiryu-park. Om het jaar is er op 2-3 mei een festival.
- Muryojuji-tempel in een tuin met Yatsuhashi-irisen (lett. konijnenoor-iris), herbouwd in 1812. Jaarlijks is er een Irisfestival van eind april tot medio mei.
- Restanten van de gebouwen van de Chiryu-halteplaats aan de Tōkaidō
- Jyokyoji-tempel, met een toegangspoort uit 1557 in vrijwel originele staat
- Henjoin-tempel, de tweede van de drie tempels behorende bij de pelgrimage langs de beelden van Kobo Daishi.
- Cultuur-historisch museum van Chiryu.

## Partnersteden
Chiryu heeft een stedenband met
- Wyndham (Victoria), Australië, sinds 2000

## Geboren in Chiryu
- Seiji Suzuki (鈴木 政二, Suzuki Seiji), politicus van de LDP

## Aangrenzende steden
- Anjo
- Kariya
- Toyota